# Forever Your Girl (Album)
Forever Your Girl ist das Debütalbum der US-amerikanischen Tänzerin, Choreografin und Sängerin Paula Abdul aus dem Jahr 1988.

## Titelliste
Paula Abdul schrieb auf dem Album nur den Titel One or the Other. Einige Stücke, darunter drei der Singleauskopplungen, stammen von Oliver Leiber.
1. The Way That You Love Me (Oliver Leiber) – 5:22
2. Knocked Out (Babyface; Daryl Simmons; L.A. Reid) – 3:52
3. Opposites Attract (w/The Wild Pair) (Oliver Leiber) – 4:24
4. State of Attraction (Glen Ballard; Siedah Garrett) – 4:07
5. I Need You (Jesse Johnson; Ta Mara) – 5:01
6. Forever Your Girl (Oliver Leiber) – 4:58
7. Straight Up (Elliot Wolff) – 4:11
8. Next To You (Curtis „Fitz“ Williams; K. Stubbs; S. Williams) – 4:26
9. Cold Hearted (Elliot Wolff) – 3:51
10. One or the Other (Paula Abdul; Curtis „Fitz“ Williams; Duncan Pain) – 4:10

## Mitwirkende
- Gesang – Paula Abdul
- Schlagzeug: Glen Ballard, Jesse Johnson, L.A. Reid, Chuck Wild
- Drum Programmierung: Oliver Leiber, Jeff Lorber, L.A. Reid, Elliott Wolff
- Bass: St. Paul
- Synth Bass: Kayo
- Gitarre: Dave Cochrane, Basil Fung, Bobby Gonzales, Dann Huff, Oliver Leiber, Bob Somma
- Keyboard: Babyface, Jesse Johnson, Kayo, Oliver Leiber, Jeff Lorber, Ricky P., St. Paul, Randy Weber, Curtis „Fitz“ Williams, Elliott Wolff
- Saxophon: Eddie M., Troy Williams
- MC Skat Kat Gesang/Rap bei Opposites Attract: The Wild Pair

## Singles
Die Titel Straight Up, Forever Your Girl, Cold Hearted und Opposites Attract avancierten zu Nummer-eins-Hits in den US-amerikanischen Billboard Hot 100. Damit stellte Abdul den Rekord für die meisten Nummer-eins-Hits von einem Debütalbum und den Rekord für die zweitmeisten Nummer-eins-Hits aus einem Album überhaupt auf, nur Michael Jackson hatte mit fünf noch mehr Nummer-eins-Hits auf einem Album.
Singles in den Charts

| Jahr | Titel                                | Höchstplatzierung, Gesamtwochen, AuszeichnungChartplatzierungen (Jahr, Titel, , Platzierungen, Wochen, Auszeichnungen, Anmerkungen) | Höchstplatzierung, Gesamtwochen, AuszeichnungChartplatzierungen (Jahr, Titel, , Platzierungen, Wochen, Auszeichnungen, Anmerkungen) | Höchstplatzierung, Gesamtwochen, AuszeichnungChartplatzierungen (Jahr, Titel, , Platzierungen, Wochen, Auszeichnungen, Anmerkungen) | Höchstplatzierung, Gesamtwochen, AuszeichnungChartplatzierungen (Jahr, Titel, , Platzierungen, Wochen, Auszeichnungen, Anmerkungen) | Höchstplatzierung, Gesamtwochen, AuszeichnungChartplatzierungen (Jahr, Titel, , Platzierungen, Wochen, Auszeichnungen, Anmerkungen) | Höchstplatzierung, Gesamtwochen, AuszeichnungChartplatzierungen (Jahr, Titel, , Platzierungen, Wochen, Auszeichnungen, Anmerkungen) | Höchstplatzierung, Gesamtwochen, AuszeichnungChartplatzierungen (Jahr, Titel, , Platzierungen, Wochen, Auszeichnungen, Anmerkungen) | Anmerkungen                             |
| Jahr | Titel                                | DE | AT | CH | UK | US | R&B | Dance | Anmerkungen                             |
| ---- | ------------------------------------ | --- | --- | --- | --- | --- | --- | --- | --------------------------------------- |
| 1988 | Knocked Out                          | — | — | — | UK45 (4 Wo.)UK | US41 (13 Wo.)US | R&B8 (16 Wo.)R&B | Dance14 (8 Wo.)Dance | Erstveröffentlichung: 4. Mai 1988       |
| 1988 | (It’s Just) The Way That You Love Me | — | — | — | UK74 (4 Wo.)UK | US3 (25 Wo.)US | R&B10 (14 Wo.)R&B | Dance18 (6 Wo.)Dance | Erstveröffentlichung: 2. August 1988    |
| 1988 | Straight Up                          | DE3 (20 Wo.)DE | AT8 (14 Wo.)AT | CH3 (16 Wo.)CH | UK3 Silber · (13 Wo.)UK | US1 Platin · (25 Wo.)US | R&B2 (17 Wo.)R&B | Dance3 (11 Wo.)Dance | Erstveröffentlichung: 22. November 1988 |
| 1989 | Forever Your Girl                    | DE17 (13 Wo.)DE | — | CH24 (3 Wo.)CH | UK24 (7 Wo.)UK | US1 Gold · (22 Wo.)US | R&B54 (12 Wo.)R&B | Dance28 (6 Wo.)Dance | Erstveröffentlichung: 20. Februar 1989  |
| 1989 | Cold Hearted                         | DE38 (15 Wo.)DE | — | — | UK46 (3 Wo.)UK | US1 Gold · (21 Wo.)US | — | Dance19 (8 Wo.)Dance | Erstveröffentlichung: 15. Juni 1989     |
| 1989 | Opposites Attract                    | DE14 (18 Wo.)DE | AT18 (7 Wo.)AT | CH19 (7 Wo.)CH | UK2 Silber · (13 Wo.)UK | US1 Gold · (23 Wo.)US | R&B3 (19 Wo.)R&B | Dance24 (8 Wo.)Dance | Erstveröffentlichung: 28. November 1989 |

## Kommerzieller Erfolg

### Chartplatzierungen
Forever Your Girl erreichte 64 Wochen nach der Veröffentlichung, am 20. Mai 1989, Platz eins der US-amerikanischen Billboard 200. Nach der Veröffentlichung von Opposites Attract erreichte es am 10. Februar 1990 erneut Platz eins und stand insgesamt neun Wochen auf der Spitze der Albumcharts.
| ChartsChartplatzierungen       | Höchstplatzierung | Wochen |
| ------------------------------ | ----------------- | ------ |
| Deutschland (GfK)              | 24 (15 Wo.)       | 15     |
| Schweiz (IFPI)                 | 15 (12 Wo.)       | 12     |
| Vereinigte Staaten (Billboard) | 1 (175 Wo.)       | 175    |
| Vereinigtes Königreich (OCC)   | 3 (39 Wo.)        | 39     |

### Auszeichnungen für Musikverkäufe
Forever Your Girl erhielt weltweit drei Goldene sowie 17 Platin-Schallplatten für über 8,1 Millionen verkaufte Einheiten, darunter je 7-fach Platin in Kanada und den Vereinigten Staaten. Quellen zufolge soll sich das Album über zwölf Millionen Mal verkauft haben. Am ersten Tag der Veröffentlichung verkaufte das Album über 191.000 Einheiten an einem Tag. Im Sommer 1989 verzehnfachten sich die Verkaufszahlen des Albums pro Tag.
| Land/Region                  | Auszeichnungen für Musikverkäufe (Land/Region, Auszeichnung, Verkäufe) | Verkäufe  |
| ---------------------------- | ---------------------------------------------------------------------- | --------- |
| Australien (ARIA)            | Platin                                                                 | 70.000    |
| Hongkong (IFPI/HKRIA)        | Gold                                                                   | 10.000    |
| Kanada (MC)                  | 7× Platin                                                              | 700.000   |
| Neuseeland (RMNZ)            | Platin                                                                 | 15.000    |
| Schweden (IFPI)              | Gold                                                                   | 50.000    |
| Schweiz (IFPI)               | Gold                                                                   | 50.000    |
| Vereinigte Staaten (RIAA)    | 7× Platin                                                              | 7.000.000 |
| Vereinigtes Königreich (BPI) | Platin                                                                 | 300.000   |
| Insgesamt                    | 3× Gold · 17× Platin ·                                                 | 8.195.000 |